# Virtualia
Virtualia, fue la primera red social de Latinoamérica y una de las pioneras en el mundo, fue fundada en Chile por Alfonso Gómez en el año 2000. Inicialmente concebida como una empresa de marketing y fidelización de clientes dirigida a jóvenes, destacó por su característica que permitía a los usuarios ganar una moneda virtual llamada Fanimani. Esta moneda se utilizaba en diversas actividades en línea y se podía intercambiar por productos y servicios ofrecidos por sus socios comerciales. Virtualia generaba ingresos a través de comisiones cobradas a empresas que tenían presencia en su plataforma, como Falabella, Pizza Hut, Bazuca, Fiera y Lan Chile, entre otros.
En el año 2001, el sitio ya ofrecía una variedad de servicios que incluían chat, foros, juegos, clasificados, acceso a sistemas bancarios, compras y subastas, anticipándose en muchos aspectos a las características que ofrecen las redes sociales contemporáneas.
En 2017, Virtualia fue adquirido por la empresa chilena Copesa, que poco tiempo después anunció que cerraría el sitio en 2018, citando la disminución de los ingresos por publicidad. El sitio web cerró el 31 de diciembre de 2018.